# Фумарола (Бриндизи)
Фумарола (итал. Fumarola) је насеље у Италији у округу Бриндизи, региону Апулија.
Према процени из 2011. у насељу је живело 51 становника. Насеље се налази на надморској висини од 238 м.